# Sent Antòni d'Artigalonga
Sent Antòni d'Artiga Longa (en francès Saint-Antoine) és un municipi francès situat al departament de la Gironda i a la regió de la Nova Aquitània.

## Demografia
| 1962                                       | 1968 | 1975 | 1982 | 1990 | 1999 | 2007 |
| ------------------------------------------ | ---- | ---- | ---- | ---- | ---- | ---- |
| 184                                        | 244  | 247  | 341  | 296  | 285  | 438  |
| Des de 1962: població sense dobles comptes |      |      |      |      |      |      |

## Administració
| Període   | Identitat          | Partit |
| --------- | ------------------ | ------ |
| 1953-1962 | Edgard Chesseboeuf |        |
| 1962-1977 | Roger Giraud       |        |
| 1977-1983 | Louis Champeval    |        |
| 1983-     | Jean-Paul Brun     |        |